# الرجل العثة (فلم)
الرجل العثة (بالإنجليزية: Mothman) هو فيلم رعب تم إنتاجه في الولايات المتحدة وصدر سنة 2010، بطولة جويل ستايت.

## القصة
جتمع مجموعة من الأصدقاء معًا لإخفاء الحقيقة حول الوفاة المأساوية لصديق مشترك. سرعان ما يكتشفون أن كيانًا شريرًا يسعى وراءهم.

## روابط خارجية
- مقالات تستعمل روابط فنية بلا صلة مع ويكي بيانات